# Aeroportul Utila
Aeroportul Utila (IATA: UII, ICAO: MHUT) este un aeroport din Departamento de Islas de la Bahía⁠(d), Honduras ce deservește zona Utila⁠(d). A fost numit după zona deservită.
Situat la o altitudine de 9 m, aeroportul dispune de o singură pistă.